# 파울 엘스트룀
파울 베르트 엘스트룀(덴마크어: Paul Bert Elvstrøm, 1928년 2월 25일~2016년 12월 7일)은 덴마크의 요트 선수이다. 요트 경기 역사상 가장 위대한 선수 중 한 명으로 올림픽 금메달 4개와 세계 요트 선수권 대회 금메달 13개를 획득했다. 또한 1948년부터 1988년 하계 올림픽까지 올림픽에 8회 참가한 선수이기도 하다.
또한 레저 활동에 가까웠던 기존의 요트 경기를 전문적인 훈련 방법을 동원하여 근력과 체력이 필요한 스포츠의 경기로 끌어올린 혁신가이다. 선수로서의 업적 외에도 여러 요트 경기 장비를 개발하였으며, 요트 경기 규정 개정에도 관여하여 요트 경기의 발전에 기여하였다.